# Жінка є жінка
«Жінка є жінка» (фр. Une femme est une femme) — французька кінокомедія 1961 року, знята Жаном-Люком Годаром, з Анною Каріною і Жаном-Полем Бельмондо у головних ролях.

## Сюжет
Героїня фільму, відчуваючи внутрішнє невдоволення нудним життям, вирішує, що вийти з цього замкнутого кола їй допоможе дитина. Однак чоловіки, які її оточують, не можуть зрозуміти її пориву, і їй вартує великих зусиль домогтися свого.

## У ролях
- Анна Каріна — Анжела
- Жан-Поль Бельмондо — Альфред Любич
- Жан-Клод Бріалі — Еміль Рекам'є
- Жанна Моро — жінка в барі
- Анрі Атталь — епізод
- Дороте Бланк — повія
- Катрін Демонжо — епізод
- Марі Дюбуа — подруга Анжели
- Карін Бальм — епізод
- Ернест Менцер — епізод
- Домінік Зарді — епізод
- Жизель Сандре — повія
- Маріон Сарро — повія

## Знімальна група
- Режисер — Жан-Люк Годар
- Сценарист — Жан-Люк Годар
- Оператор — Рауль Кутар
- Композитор — Мішель Легран
- Продюсери — Жорж де Борежар, Карло Понті